# Valius Ąžuolas
Valius Ąžuolas (ur. 28 kwietnia 1979 w Krupiach) – litewski rolnik, polityk i samorządowiec, poseł na Sejm Republiki Litewskiej.

## Życiorys
W 2015 ukończył studia z agronomii na Uniwersytecie Aleksandrasa Stulginskisa, w 2018 uzyskał na tej uczelni magisterium. W 1997 zajął się prowadzeniem gospodarstwa rolnego. Zasiadł we władzach LJŪRS (litewskiego zrzeszenia skupiającego młodych rolników), dołączył też do Litewskiego Związku Rolników.
Zaangażował się także w działalność polityczną w ramach Litewskiego Związku Zielonych i Rolników, do którego wstąpił w 2008. W 2011 i 2015 wybierany na radnego rejonu okmiański. W wyborach w 2016 uzyskał mandat posła na Sejm Republiki Litewskiej. Z powodzeniem ubiegał się o reelekcję w 2020 i 2024.